# Росгосстрах Жизнь
«Росгосстрах Жизнь» (до конца 2018 года — «ЭРГО Жизнь») — российская компания по страхованию жизни. Номер в ЕГРССД — 3879, лицензии № СЛ 3879 (на добровольное личное страхование) и № СЖ 3879 (на добровольное страхование жизни) выданы Банком России 28 апреля 2017 года. Приобретена в конце 2018 года у немецкого страхового концерна Ergo Group как «Эрго Жизнь», в марте 2019 переименована в «Росгосстрах Жизнь». Опирается на сеть из 24 тысяч страховых агентов по всей стране.

## История

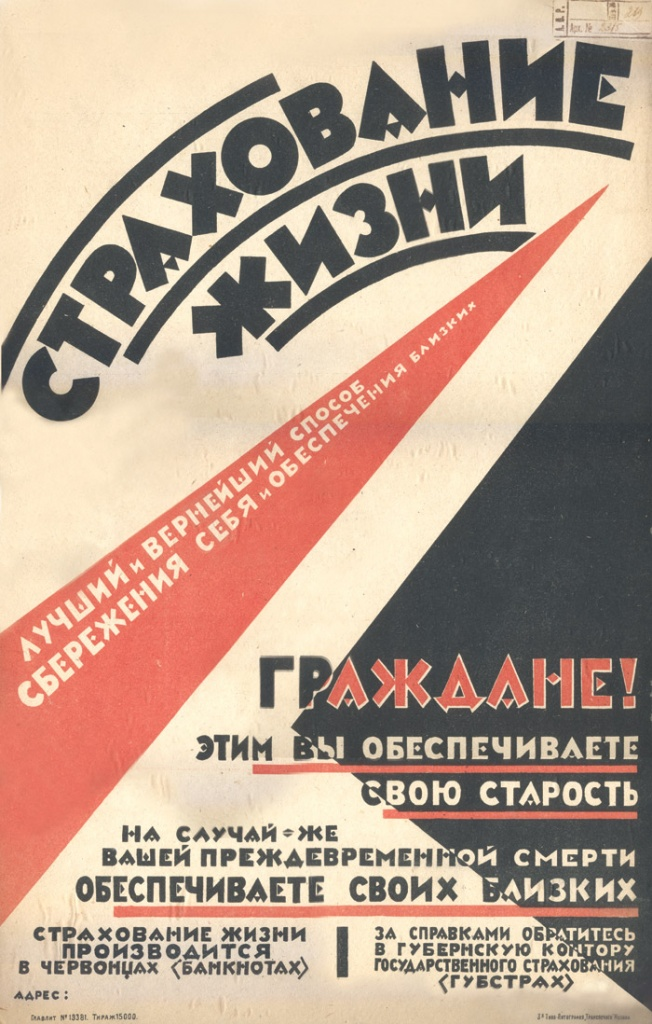
Плакат Госстраха СССР

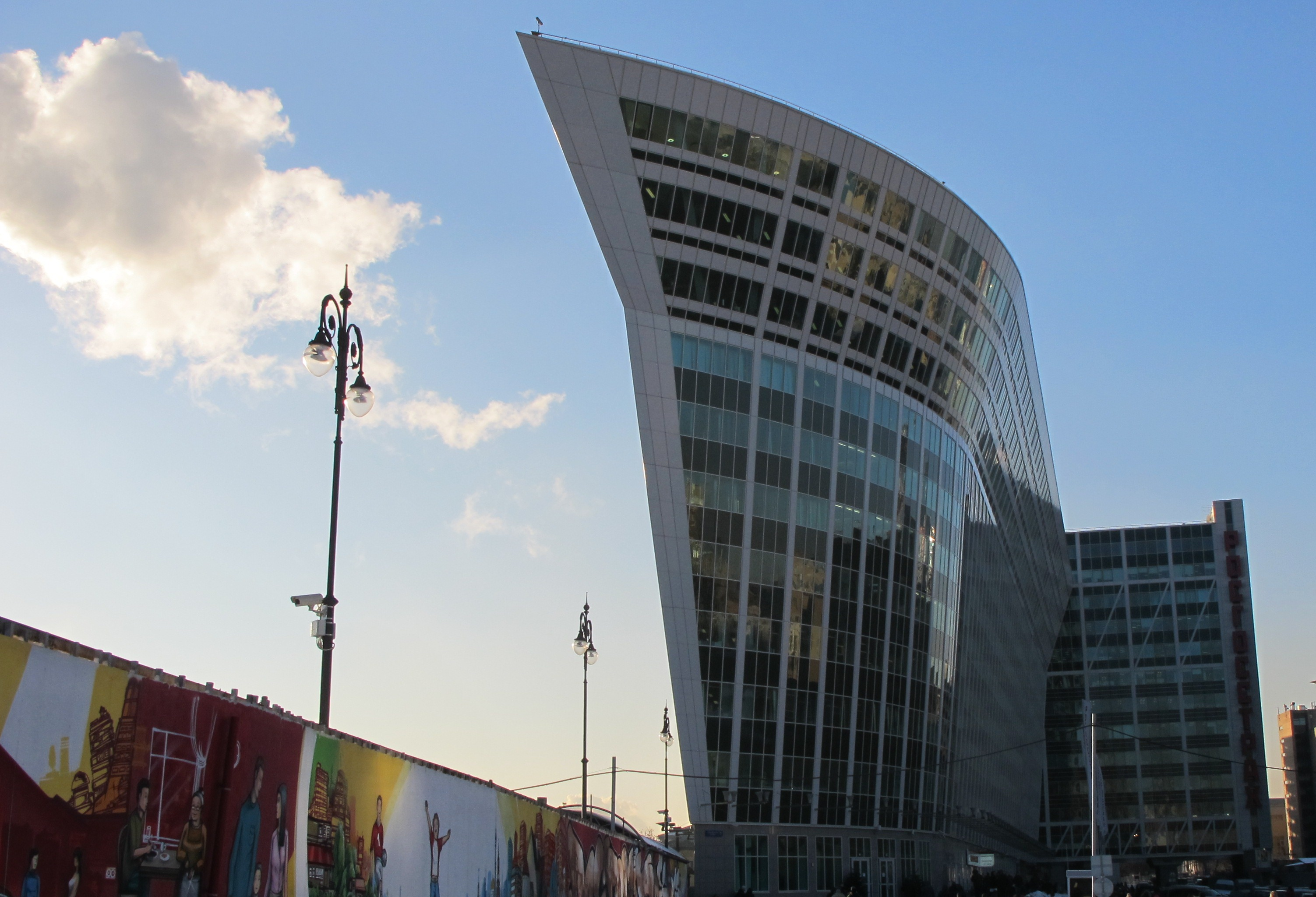
Здание штаб-квартиры группы «Росгосстрах» в Москве, в котором расположен центральный офис «Росгосстрах Жизнь»

Страхование жизни активно развивалось в организации, которая являлась предшественником «Росгосстраха» - в Госстрах СССР. При этом охват населения таким страхованием был заметно выше, чем современные показатели. В 1990-м году, непосредственно перед ликвидацией Госстраха СССР, в Советском Союзе действовало более 85 млн договоров страхования жизни, договоры накопительного страхования жизни были примерно у 70 % работающих на производстве.
В значительной степени такому широкому распространению страхования жизни в СССР и в РСФСР способствовало активное внедрение в 1930-х годах коллективного страхования жизни. Каждому застрахованному по такой программе выдавалось страховое свидетельство (аналог страхового полиса), в которое ежемесячно наклеивались специальные страховые марки на сумму уплаченных страховых взносов. 
| - Страховые марки Госстраха СССР |

После ликвидации Госстраха СССР в России его полисы были переданы на обслуживание в «Росгосстрах», который ещё много лет расплачивался по этим полисам с их держателями. По итогам 2020 года компания «Росгосстрах Жизнь» занимала пятую позицию в рэнкинге по сборам среди компаний по страхованию жизни России. По итогам 2021 и 2022 годов компания снова стала пятой по этому показателю.

## Деятельность

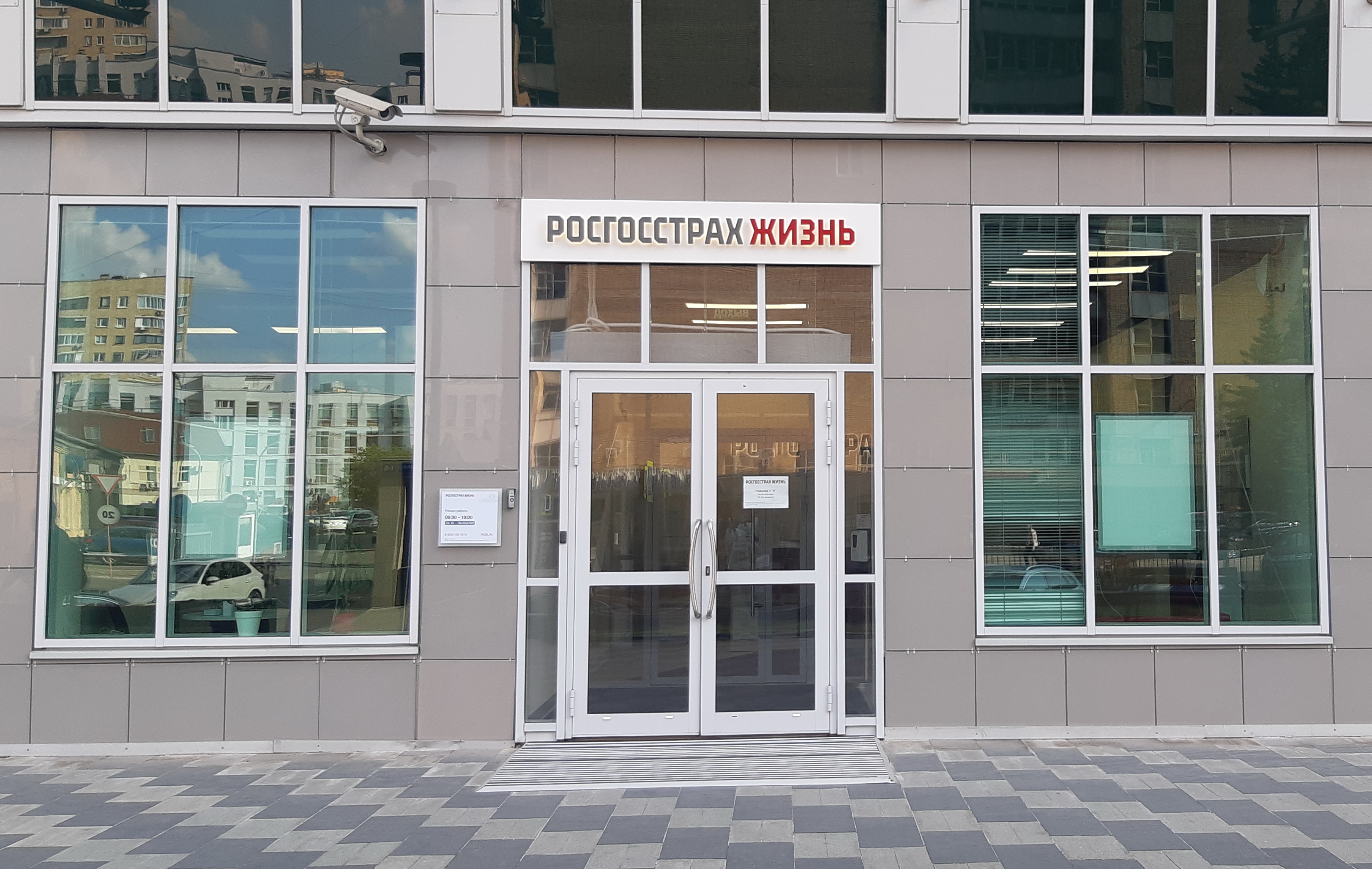
Центральный офис компании по страхованию жизни «Росгосстрах Жизнь»

С приобретением СК «ЭРГО Жизнь» «Росгосстрах Жизнь» быстро восстановила утраченные в этом сегменте позиции за счёт продажи страховых продуктов через банковские отделения и через разветвлённую агентскую сеть. Уже по итогам 2019 года компания вошла в топ-10 компаний по страхованию жизни и заняла там 7-ю позицию, а по итогам 2020 — 5-ю. Компания также входит в топ-20 всех российских страховщиков. В 2021 году она занимала 15-ю позицию в ренкинге всех страховых компаний и 5-ю в ренкинге  компаний по страхованию жизни, в 2022 16-ю и 5-ю соответственно, в 2023 12-ю и 4-ю, в 2024 13-ю и 4-ю .
С формальной точки на рынке сейчас работает третья компания с созвучным названием: первая - «Росгосстрах-жизнь» (регистрация — 2004 год, номер по ЕГРССД 3984, переименована в «Капитал Лайф»), вторая — «РГС страхование жизни» (регистрация — июнь 2018, присоединена к «Росгосстрах Жизнь») и третья — «Росгосстрах Жизнь» (регистрация — март 2019, номер по ЕГРССД 3879).

### Социологические опросы
Компания «Росгосстрах Жизнь» активно проводит социологические опросы, результаты которых широко освещаются СМИ.
| Сроки проведения | Соорганизатор опроса    | Основные результаты | Ссылки               |
| ---------------- | ----------------------- | --- | -------------------- |
| 2025, июнь       | Маркетплейс «Финуслуги» | 40% респондентов могут рассчитать свой бюджет не более чем на один год, 31% – только на ближайшие 5 лет. Траты на горизонте от 5 до 10 лет прогнозируют 9%. При этом направляют часть своих доходов на сбережения 71% (в 2020 году - только 41%). | [ 17 ]               |
| 2024, ноябрь     |                         | Половина опрошенных ничего не знают о существовании медицинских чат-ботов, и лишь 18% прибегают к услугам искусственного интеллекта (ИИ), чтобы проконсультироваться о проблемах со здоровьем. 13% респондентов, получившикх опыт общения с ботами, не пошли дальше первого знакомства, 58% повторили опыт, 13% обращаются к виртуальному доктору ежеквартально, а 16% — ежемесячно. | [ 18 ]               |
| 2024, август     | Банк ВТБ                | Около 40% опрошенных россиян для получения консультаций по различным вопросам обращаются за помощью к чат-ботам и используют цифровые инструменты на базе искусственного интеллекта (ИИ). 36% хотя бы раз получали консультацию через чат-бота. 28% респондентов, обращавшихся к цифровому персональному помощнику, оценивают этот свой опыт положительно, а 50% - нейтрально.       | [ 19 ]               |
| 2023, февраль    | Банк «Открытие»         | 53 % опрошенных россиян планируют формировать сбережения в 2023 году, а каждый пятый россиянин ранее не копил деньги, но собирается начать это делать. У 30 % расходы равны доходам, а ещё 14% тратят больше, чем зарабатывают | [ 20 ]               |
| 2023, январь     | «Росгосстрах»           | Каждый третий опрошенный следит за своим здоровьем с помощью специальных приложений и трекеров, каждый четвертый предпочитает записываться к врачу через различные приложения, каждый пятый обращается за консультацией к врачу через телемедицинские сервисы, ведет дневник здоровья и отслеживает количество выпитой воды                                                          | [ 21 ] [ 22 ] [ 23 ] |
| 2023, январь     | «Росгосстрах»           | Подавляющее большинство жителей России довольны своей жизнью. Свыше двух третей опрошенных мужчин и женщин считают себя в той или иной степени счастливыми. Главные составляющие счастья для них — здоровье, деньги, любовь, интересная работа и наличие рядом близких людей | [ 24 ] [ 25 ]        |
| 2021, октябрь    | Genotek                 | Одна треть опрошенных не хотели бы знать о своей предрасположенности к развитию критических заболеваний, а две трети хотят знать об этом заранее. 51 % респондентов согласились бы пройти генетический тест чтобы иметь возможность получить более качественные медицинские услуги, а 44,3 % не стали бы проходить тестирование даже на таких условиях                               | [ 26 ]               |
| 2021, сентябрь   | «Росгосстрах»           | Треть россиян не обращаются за различными положенными им выплатами из-за своей неосведомлённости. Социальными привилегиями пользуются 43 % россиян, а 22 % опрошенных стараются получать поддержку по максимуму и обращаются за ней каждый раз, когда им становится о ней известно. 57 % граждан РФ социальной поддержкой не пользуются                                              | [ 27 ] [ 28 ]        |
| 2021, август     | «Росгосстрах»           | Россиян опросили об их самых больших страхах и опасениях. Каждый восьмой назвал тяжелое заболевание членов семьи, каждый девятый - будущее детей, каждый десятый - начало войны, каждый одиннадцатый - рост цен | [ 29 ] [ 30 ]        |
| 2021, март       | -                       | Немного менее половины (43 %) россиян копит или планирует начать копить средства «на чёрный день», среди граждан (пред-)пенсионного возраста (60+) таких 52,5 %, среди более молодых (60-) - 40,6 % | [ 31 ]               |
| 2020, июль       | НТЦ «Перспектива»       | Доля россиян, доход которых не превышает 15 тыс.рублей, выросла с 38,1 % в феврале до 44,6 % в июне 2020 года | [ 32 ] [ 33 ]        |
| 2020, март       | Банк «Открытие»         | 60 % россиян не имеют никаких сбережений, а имеющие сбережения смогут прожить на них не более 6 месяцев | [ 34 ] [ 35 ]        |

### Каналы продаж
Традиционным каналом продаж для компании является разветвлённая агентская сеть. Кроме того, различные виды страхования продаются «Росгосстрах Жизнь» через банки. Практически с момента создания компания продавала свои полисы сначала через «РГС банк», а затем, после его присоединения к банку «Открытие» - в отделениях последнего. В 2021 году была запущена продажа инвестиционного (ИСЖ) и накопительного страхования жизни (НСЖ) в банке «Акцепт».

## Рейтинги

### Эксперт РА
В 2018 году рейтинговым агентством «Эксперт РА» компании была присвоена рейтинговая оценка «ruA» (прогноз «развивающийся»).
В 2019 году рейтинг был повышен до «ruA+» (прогноз «стабильный»).
В 2021 году «Эксперт РА» присвоил компании рейтинг «ruAA» (прогноз «стабильный»), в 2022 и в 2023 годах этот рейтинг с тем же прогнозом был подтверждён.

### НКР
Весной 2021 года рейтинговое агентство «Национальные кредитные рейтинги» (НКР) присвоило ООО СК «Росгосстрах Жизнь» кредитный рейтинг «АА.ru» (прогноз «стабильный»), а в 2022 и в 2023 годах подтвердило этот рейтинг. В 2024 году рейтинг был повышен до AA+.ru, в 2025 году подтверждён на том же уровне.

### БизнесДром
В 2021 году аналитический центр "БизнесДром" присвоил компании оценку качества услуг «Знак качества» уровня А1. Эта же оценка актуализировалась в 2022 -2024 годах.

## Признание
«Росгосстрах Жизнь» — лауреат финансовых премий и наград.
- Investfunds Awards:

- 2024 — номинация «Самая высокая гарантированная доходность в долгосрочных сберегательных программах — 2024»;
- 2022 — номинация «Самая высокая фиксированная доходность для клиентов в инвестиционно-накопительных продуктах с регулярными взносами — 2022»;
- 2021 — номинация «Лучший комплексный продукт для розничного инвестора страховой компании — 2021».

- Investment Leaders Award:

- 2023 — номинация «Лучший продукт для состоятельных клиентов» в категории «Инвестиции состоятельных клиентов»;
- 2022 — номинация «Лучшая программа накопительного страхования жизни» в категории «Инвестиции в страховании».

- «Финансовая элита России»:

- 2021/2022 — номинация «Компания года в сфере страхования жизни»;
- 2020 — номинация «Финансовая устойчивость и надежность»;
- 2019 — номинация «Компания года в сфере страхования жизни»;
- 2018 — номинация «Страховая компания года».

- «Время инноваций»:

- 2024 — номинация «ESG-инновация года» в категории «Финансы и консалтинг»;
- 2022 — номинация «Социальная инновация года» в категории «Страховые услуги»;
- 2020 — номинация «Инновационно — активная компания года» в категории «Финансовые услуги».

## Профессиональные объединения и саморегулируемые организации
Компания «Росгосстрах Жизнь» является членом Всероссийского союза страховщиков (ВСС) и Ассоциации страховщиков жизни (АСЖ).

## Развитие финансовой грамотности
Компания с 2021 года сотрудничает с Ассоциацией развития финансовой грамотности (АРФГ), а в 2022 году первой из страховых компаний получила аккредитацию АРФГ как организация, ведущая на системной основе работу по финансовому просвещению. Проект «Про жизнь» (волонтёры по обучению финансовой грамотности), организованный «Росгосстрах Жизнь» стал лауреатом национальной премии «Наш вклад» и завоевал второе место в категории «Средний бизнес».